# Drumul republican I-5
Drumul Republican I-5 este o șosea de primă clasă din rețeaua rutieră republicană a Bulgariei, cu direcție nord-sud - de la Ruse la Punctul de Trecere a Frontierei Makaza, având o lungime totală de 393 km - fiind al treilea ca mărime în țară, după I-6 (508,5 km) și I-1 (453,8 km).
Traseul I-5 trece prin teritoriul a 6 regiuni administrative: Ruse, Veliko Tărnovo, Gabrovo, Stara Zagora, Haskovo și Kărdjali.
În secțiunea de la Ruse la Haskovo, Drumul Republican I-5 se suprapune cu Drumul European E85.

## Reabilitări
În anul 2018, a fost efectuată reparația sectorului Gara Dolapite-Trăstenik, care are o lungime de 14,4 km.
Aceeași an, a fost reparat și traseul Borovo - Beala, cu o lungime de 7 km.
În anul 2020, au fost efectuate reparații la 4 trasee:
1. Slavovți - Etăra - 12 km
2. Ruse - Gara Dolapite - 4,8 km
3. Trăstenik - Borovo - 18,6 km
4. Podul de cale ferată vechi lângă Radievo

În anul 2021, a început reparația traseului Dimitrovgrad, cartierul Est - Dimitrovgrad, cartierul Rakovski, cu o lungime de 3,2 km.